# Carnivores: Dinosaur Hunter HD
Carnivores: Dinosaur Hunter HD, a veces conocido como Carnivores HD: Dinosaur Hunter, es un videojuego de disparos en primera persona de 2013 desarrollado y distribuido por Vogster Entertainment. Es el sexto juego de la serie Carnivores de juegos de caza de dinosaurios, que sirve como secuela y como una nueva versión moderna del juego original, Carnivores (1998). El juego fue lanzado para PlayStation 3 (PS3) a través de PlayStation Network (PSN).

## Jugabilidad
La premisa del juego no se cuenta dentro del juego en sí. Según el sitio web de PlayStation Network, el jugador asume el papel de un rico viajero espacial en el futuro que caza dinosaurios por deporte en un planeta distante similar a la Tierra.
El juego presenta tres entornos que incluyen mesetas y bosques, cada uno con un entorno de día, anochecer y niebla. El jugador será recompensado con gemas y dinero después de cada cacería. La cantidad recompensada dependerá de qué tan bien le fue al jugador en la cacería. Las gemas y los puntos se usan respectivamente para comprar nuevas armas y desbloquear nuevos entornos. El jugador tiene acceso a un dispositivo de caza multipropósito conocido como Gadget, que presenta un mapa e informa si el jugador está siendo observado por un dinosaurio o hace demasiado ruido. El dispositivo se puede actualizar para incluir funciones como un radar utilizando gemas obtenidas en las cacerías. El juego no presenta música, pero incluye rugidos de dinosaurios, así como sonidos de pájaros, ranas e insectos invisibles.
Los dinosaurios incluyen al Ankylosaurus, Ceratosaurus, Parasaurolophus, Stegosaurus, Triceratops y Tyrannosaurus rex. El jugador tiene la capacidad de evacuar una cacería en cualquier momento. Siempre que el jugador sea asesinado por un dinosaurio, la pantalla se oscurecerá en lugar de mostrar una escena de muerte. El jugador comienza cazando solo dinosaurios herbívoros, aunque un Ceratosaurus rara vez puede aparecer en todos los mapas y horarios. Los dinosaurios muertos son transportados por la nave espacial personal del jugador, y el jugador recibirá versiones de trofeo de cada dinosaurio muerto para exhibirlos en una sala de trofeos. El juego incluye el «Modo Observador» que permite al jugador explorar un entorno elegido y observar a los dinosaurios en lugar de cazarlos. El jugador también tiene la opción de tranquilizar a un dinosaurio en vez de matarlo.

## Desarrollo y lanzamiento
Carnivores: Dinosaur Hunter HD fue desarrollado y distribuido por Vogster Entertainment. Es un remake moderno del videojuego original Carnivores de 1998, así como una secuela de la serie Carnivores. En los EE. UU., el juego fue lanzado para PlayStation 3 a través de PlayStation Network el 10 de septiembre de 2013. Después del lanzamiento del juego en Norteamérica, Vogster Entertainment recopiló los comentarios de los usuarios para realizar más mejoras al juego antes de su lanzamiento en Europa, que se produjo el 18 de diciembre de 2013 a través de PlayStation Network.

## Recepción
El juego recibió críticas «mixtas» según el sitio web agregador de reseñas Metacritic. Los críticos criticaron particularmente el juego por su jugabilidad agotadora.
David Meikleham de PlayStation Official Magazine – UK señaló que el juego tenía «una premisa bastante extravagante». Meikleham criticó la gran cantidad de gemas y puntos necesarios para comprar y desbloquear partes del juego, como armas y niveles. Sin embargo, también escribió: «De combustión lenta, a menudo poco espectacular, este cazador de PSN tiene, sin embargo, una profundidad encantadora si tienes la paciencia para desenterrarla». Robert Ramsey de Push Square elogió los escenarios, pero señaló el diseño «barato y de mal gusto» de los menús del juego. Ramsey también criticó los rugidos repetitivos de los dinosaurios y la falta de música.
Kallie Plagge de IGN llamó al juego «lento, sin rumbo, soso y no tan emocionante como el nombre nos haría creer». Plagge afirmó que, a pesar de la palabra «HD» en su título, el juego tenía «algunas texturas verdaderamente horribles» y obsoletas. Plagge aclamó la exploración del entorno como lo más destacado del juego, pero criticó el sistema de recompensas. Plagge también criticó la capacidad de evacuar una cacería, afirmando que «eliminar cualquier sensación de peligro o riesgo le quita mucha diversión al juego». Además, Plagge criticó la falta de escenas de muerte de jugadores y afirmó que el juego «no cumple en casi ninguno de los aspectos».
Lee Cooper de Hardcore Gamer elogió los controles, pero criticó algunos de los gráficos por estar «mal renderizados» y afirmó que, si bien «los dinosaurios se ven bastante bien y los entornos son expansivos y están llenos de detalles, el juego simplemente no es divertido». Cooper también criticó la falta de una historia dentro del juego, pero concluyó que el juego era el «mejor juego de caza de dinosaurios al estilo arcade» disponible para PS3.